# American Academy of Achievement

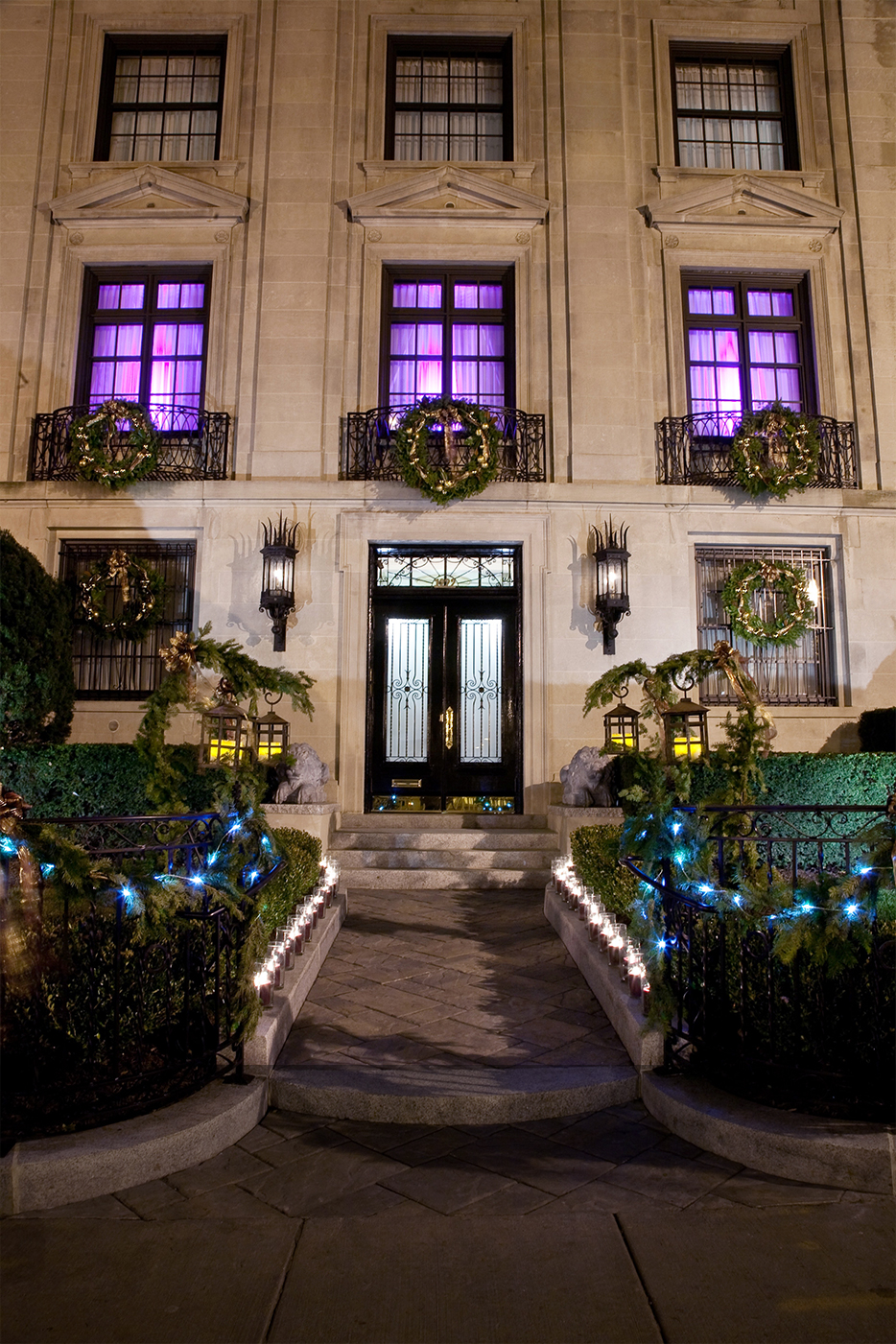
Siège de l'Academy of Achievement, Washington D.C.

L'American Academy of Achievement est une association à but non lucratif qui vise à éduquer et inspirer les jeunes. Elle a été fondée en 1961, et est basée à Washington D.C.
L'académie récompense des meneurs dans le monde des arts, des entreprises, du service public, des sciences, de la recherche en ce domaine et des sports. Elle reconnaît six « clés » au succès : la passion, la vision, la préparation, le courage, la persévérance, et l'intégrité.
Chaque printemps, l'académie organise un sommet appelé l'International Achievement Summit, qui réunit 50 honorés distingués (30 « anciens » et « 20 nouveaux ») et 250 étudiants d'études graduées. La cérémonie dure quatre jours, et culmine avec un banquet où les Golden Plate Awards de l'année sont remis.

## Lauréats récents dans le domaine du service public
- Abdallah II de Jordanie
- Bertie Ahern, Premier Ministre de la république d'Irlande
- Bill Clinton, 42e Président des États-Unis
- Richard M. Daley, maire de la ville de Chicago
- Recep Tayyip Erdoğan, Premier Ministre de la république de Turquie
- Vaira Vīķe-Freiberga, Président de Lettonie
- Bill Frist, sénat des États-Unis
- Rudolph Giuliani, ancien maire de New York City
- Árpád Göncz, Président de la république de Hongrie
- Alberto Gonzales, Procureur Général des États-Unis
- Mikhaïl Gorbatchev, ancien Premier secrétaire d'Union soviétique
- Carlos Slim Helú, PDG de Telmex et America Movil
- Hamid Karzai, Président d'Afghanistan
- Anthony Kennedy, membre de la cour suprême des États-Unis
- Coretta King, militante du mouvement des droits civiques
- Henry Kissinger, prix Nobel de la Paix
- John McCain, sénat des États-Unis
- Lennart Meri, Président de la république d'Estonie
- Shimon Peres, prix Nobel de la Paix
- Rania de Jordanie
- Lord Robertson, Secrétaire général de l'OTAN
- Antonin Scalia, membre de la cour suprême des États-Unis
- Lawrence Summers, Président de l'université de Harvard
- Desmond Tutu, prix Nobel de la Paix
- Álvaro Uribe Velez, Président de la république de Colombie
- Lech Wałęsa, prix Nobel de la Paix